# Monte Salerio
Il monte Salerio (1.441,7 m s.l.m.) è una montagna dei monti Lepini nell'Antiappennino laziale.
Si trova nel Lazio, nel territorio del comune di Supino) in provincia di Frosinone, poco distante dalla vetta del monte Gemma. 